# Người Nivkh
Người Nivkh (cũng viết là Nivkhi, hay Gilyak; dân tộc học: Нивхгу Nʼivxgu (Amur) hay Ниғвңгун Nʼiɣvŋgun (E. Sakhalin) 'dân tộc') là một nhóm sắc tộc bản địa sinh sống ở nửa phía bắc của đảo Sakhalin và hạ lưu của sông Hắc Long Giang và duyên hải lục địa Nga gần hòn đảo này và trong lịch sử thuộc Mãn Châu.
Về truyền thống, người Nivkh làm nghề đánh bắt cá, thợ săn, chăn nuôi chó. Họ là cư dân bán du mục, sinh sống gần bờ biển vào mùa hè và mùa đông vào đất liền dọc theo suối và sông để bắt cá hồi.

Các khu định cư với dân số Nivkh theo Điều tra dân số Nga năm 2002 (không bao gồm Khabarovsk, Poronaysk và Yuzhno-Sakhalinsk).